# Варьете (фильм)
«Варьете» (нем. Varieté) — немой фильм режиссёра Э. А. Дюпоном, поставленный в 1925 году в стилистике каммершпиль. Экранизация романа Феликса Холлендера «Клятва Штефана Хуллера».

## Сюжет
Заключенный Штефан Хуллер (Эмиль Яннингс), которого после десяти лет за решеткой должны выпустить на свободу под честное слово, рассказывает начальнику тюрьмы трагическую историю своего преступления. Он — бывший моряк и воздушный гимнаст в бродячем цирке. Однажды Штефан нанял на работу молодую экзотическую танцовщицу Берту-Марию и тут же влюбился в неё без памяти. Они объединяются с известным акробатом Артинелли для исполнения номера, который пользуется большим успехом. Молодая женщина открыто изменяет своему другу с новым партнером. Узнав об измене, гимнаст выполняет последний цирковой номер, убивает соперника и сдается полиции. Выслушав рассказ, начальник тюрьмы освобождает Штефана, и тот видит, как перед ним открываются ворота тюрьмы.

## В ролях
- Эмиль Яннингс — Штефан Хуллер
- Лиа де Путти — Берта-Мария
- Уорвик Уорд — Артинелли
- Мали Дельшафт — фрау Хуллер
- Георг Йон — моряк
- Георг Базельт
- Курт Геррон — докер
- Пауль Рекопф — зритель на ярмарке
- Труде Гестерберг — зрительница варьете
- Вернер Краус
- Энрико Растелли — жонглер

## Съемки
Для выполнения акробатических трюков в фильме были задействованы каскадеры из труппы «Кодонас» (The Flying Codonas).

## Художественные особенности
Режиссёр Альфред Хичкок увлекался «Варьете» считая, что в этом фильме Эмиль Яннингс сыграл одну из немногих ролей, которые внесли оригинальный вклад в кинематографическое искусство.
Историк кино Лотта Эйснер отмечает, что Дюпон использует многие находки экспрессионизма, однако освобождает их от свойственных ему абстрактности и схематизма. Режиссёру «удаётся запечатлеть ускользающие, непрерывно меняющиеся в свете и движении формы. Он повсюду ищет мерцающее, бурлящее движение... здесь мы имеем дело с импрессионизмом, основанным на экспрессионистской абстракции».